# Razzie Awards 2012
La 33ª edizione dei Razzie Awards si è svolta il 23 febbraio 2013 al "Magicopolis" di Santa Monica, per premiare i peggiori film dell'anno 2012. Le candidature sono state annunciate l'8 gennaio 2013.
Il film che ha ricevuto più premi è stato The Twilight Saga: Breaking Dawn - Parte 2 con sette, mentre i più nominati sono stati: The Twilight Saga: Breaking Dawn - Parte 2 candidato a undici, Indovina perché ti odio con otto, Battleship con sette, Madea - Protezione testimoni con cinque e Una bugia di troppo con tre nomination. La scelta del Peggior prequel, remake, rip-off o sequel è stata effettuata tramite il giudizio degli utenti del sito Rotten Tomatoes.

## Vincitori e candidati
Verranno di seguito indicati in grassetto i vincitori.
Ove ricorrente e disponibile, viene indicato il titolo in lingua italiana e quello in lingua originale tra parentesi.

### Peggior film
- The Twilight Saga: Breaking Dawn - Parte 2 (The Twilight Saga: Breaking Dawn – Part 2), regia di Bill Condon
- Battleship (Battleship), regia di Peter Berg
- Indovina perché ti odio (That's My Boy), regia di Sean Anders
- Una bugia di troppo (A Thousand Words), regia di Brian Robbins
- The Oogieloves in the Big Balloon Adventure (The Oogieloves in the Big Balloon Adventure), regia di Matthew Diamond

### Peggior attore
- Adam Sandler - Indovina perché ti odio (That's My Boy)
- Nicolas Cage - Ghost Rider - Spirito di vendetta (Ghost Rider: Spirit of Vengeance), Solo per vendetta (Seeking Justice)
- Eddie Murphy - Una bugia di troppo (A Thousand Words)
- Robert Pattinson - The Twilight Saga: Breaking Dawn - Parte 2 (The Twilight Saga: Breaking Dawn – Part 2)
- Tyler Perry - Alex Cross - La memoria del killer (Alex Cross), Good Deeds (Good Deeds)

### Peggior attrice
- Kristen Stewart - The Twilight Saga: Breaking Dawn - Parte 2 (The Twilight Saga: Breaking Dawn – Part 2), Biancaneve e il cacciatore (Snow White and the Huntsman)
- Katherine Heigl - One for the Money (One for the Money)
- Milla Jovovich - Resident Evil: Retribution (Resident Evil: Retribution)
- Tyler Perry - Madea - Protezione testimoni (Madea's Witness Protection)
- Barbra Streisand - Parto con mamma (The Guilt Trip)

### Peggior attore non protagonista
- Taylor Lautner - The Twilight Saga: Breaking Dawn - Parte 2 (The Twilight Saga: Breaking Dawn – Part 2)
- David Hasselhoff - Piranha 3DD (Piranha 3DD)
- Liam Neeson - Battleship (Battleship), La furia dei titani (Wrath of the Titans)
- Nick Swardson - Indovina perché ti odio (That's My Boy)
- Vanilla Ice - Indovina perché ti odio (That's My Boy)

### Peggior attrice non protagonista
- Rihanna - Battleship
- Jessica Biel - Quello che so sull'amore (Playing for Keeps), Total Recall - Atto di forza (Total Recall)
- Brooklyn Decker - Battleship, Che cosa aspettarsi quando si aspetta (What to Expect When You're Expecting)
- Ashley Greene - The Twilight Saga: Breaking Dawn - Parte 2 (The Twilight Saga: Breaking Dawn – Part 2)
- Jennifer Lopez - Che cosa aspettarsi quando si aspetta (What to Expect When You're Expecting)

### Peggior regista
- Bill Condon - The Twilight Saga: Breaking Dawn - Parte 2 (The Twilight Saga: Breaking Dawn – Part 2)
- Sean Anders - Indovina perché ti odio (That's My Boy)
- Peter Berg - Battleship (Battleship)
- Tyler Perry - Good Deeds (Good Deeds), Madea - Protezione testimoni (Madea's Witness Protection)
- John Putch - Atlas Shrugged: Part II (Atlas Shrugged: Part II)

### Peggiore sceneggiatura
- Indovina perché ti odio (That's My Boy) - scritto da David Caspe
- Atlas Shrugged: Part II (Atlas Shrugged: Part II) - sceneggiatura di Duke Sandefur, Brian Patrick O'Toole e Duncan Scott, basata sul romanzo di Ayn Rand
- Battleship (Battleship) - scritto da Jon e Erich Hoeber, basata sul gioco Battaglia navale
- Una bugia di troppo (A Thousand Words) - scritto da Steve Koren
- The Twilight Saga: Breaking Dawn - Parte 2 (The Twilight Saga: Breaking Dawn – Part 2) - sceneggiatura di Melissa Rosenberg e Stephenie Meyer, basata sul romanzo di Meyer

### Peggior coppia
- Mackenzie Foy e Taylor Lautner - The Twilight Saga: Breaking Dawn - Parte 2 (The Twilight Saga: Breaking Dawn – Part 2)
- I membri del cast di Jersey Shore - I tre marmittoni (The Three Stooges)
- Robert Pattinson e Kristen Stewart - The Twilight Saga: Breaking Dawn - Parte 2 (The Twilight Saga: Breaking Dawn – Part 2)
- Tyler Perry e Tyler Perry - Madea - Protezione testimoni (Madea's Witness Protection)
- Adam Sandler e uno tra Andy Samberg, Leighton Meester e Susan Sarandon - Indovina perché ti odio (That's My Boy)

### Peggior prequel, remake, rip-off o sequel
- The Twilight Saga: Breaking Dawn - Parte 2 (The Twilight Saga: Breaking Dawn – Part 2), regia di Bill Condon
- Ghost Rider - Spirito di vendetta (Ghost Rider: Spirit of Vengeance), regia di Mark Neveldine e Brian Taylor
- Piranha 3DD (Piranha 3DD), regia di John Gulager
- Red Dawn - Alba rossa (Red Dawn), regia di Dan Bradley
- Madea - Protezione testimoni (Madea's Witness Protection), regia di Tyler Perry

### Peggior cast
- L'intero cast di The Twilight Saga: Breaking Dawn - Parte 2 (The Twilight Saga: Breaking Dawn – Part 2)
- L'intero cast di Battleship (Battleship)
- L'intero cast di The Oogieloves in the Big Balloon Adventure (The Oogieloves in the Big Balloon Adventure)
- L'intero cast di Indovina perché ti odio (That's My Boy)
- L'intero cast di Madea - Protezione testimoni (Madea's Witness Protection)

## Statistiche vittorie/candidature
Premi vinti/candidature:
- 7/11 - The Twilight Saga: Breaking Dawn - Parte 2 (The Twilight Saga: Breaking Dawn – Part 2)
- 2/8 - Indovina perché ti odio (That's My Boy)
- 1/7 - Battleship (Battleship)
- 1/1 - Biancaneve e il cacciatore (Snow White and the Huntsman)
- 0/5 - Madea - Protezione testimoni (Madea's Witness Protection)
- 0/3 - Una bugia di troppo (A Thousand Words)
- 0/2 - The Oogieloves in the Big Balloon Adventure (The Oogieloves in Big Balloon Adventure)
- 0/2 - Good Deeds (Good Deeds)
- 0/2 - Atlas Shrugged: Part II (Atlas Shrugged: Part II)
- 0/2 - Che cosa aspettarsi quando si aspetta (What to Expect When You're Expecting)
- 0/2 - Piranha 3DD (Piranha 3DD)
- 0/2 - Ghost Rider - Spirito di vendetta (Ghost Rider: Spirit of Vengeance)
- 0/1 - One for the Money (One for the Money)
- 0/1 - Resident Evil: Retribution (Resident Evil: Retribution)
- 0/1 - Parto con mamma (The Guilt Trip)
- 0/1 - Solo per vendetta (Seeking Justice)
- 0/1 - Alex Cross - La memoria del killer (Alex Cross)
- 0/1 - Quello che so sull'amore (Playing for Keeps)
- 0/1 - Total Recall - Atto di forza (Total Recall)
- 0/1 - La furia dei titani (Wrath of the Titans)
- 0/1 - Red Dawn - Alba rossa (Red Dawn)
- 0/1 - I tre marmittoni (The Three Stooges)